# Бит
Бит (русское обозначение: бит; международное: bit; от англ. binary digit — двоичная цифра; также игра слов: англ. bit — кусочек, частица) — единица измерения количества информации. 1 бит информации — символ или сигнал, который может принимать два значения: включено или выключено, да или нет, высокий или низкий, заряженный или незаряженный; в двоичной системе исчисления это 1 (единица) или 0 (ноль). Это минимальное количество информации, которое необходимо для ликвидации минимальной неопределенности.
В Российской Федерации обозначения бита, а также правила его применения и написания установлены «Положением о единицах величин, допускаемых к применению». В соответствии с данным положением бит относится к числу внесистемных единиц величин с областью применения «информационные технологии, связь» и неограниченным сроком действия. Ранее обозначения бита устанавливались также в ГОСТ 8.417-2002. Для образования кратных единиц применяется с приставками СИ и с двоичными приставками.

## История
- В 1703 году в работе «Объяснение двоичной арифметики»[3] Лейбниц пишет, что двоичная система счисления была описана китайским королём (императором) и философом по имени Фу Си, который жил более чем за 4000 лет до Лейбница. Краткого современного названия китайский Liangyi (инь-ян («0»-«1»), китайский двоичный разряд, китайский бит) в то время пока ещё не имел. Китайский двубит — «сы-сян», образующий четыре диграммы, и китайский трибит — «ба-гуа», образующий восемь преднебесных и посленебесных триграмм, в современной международной терминологии собственных названий до сих пор не имеют.
- В 1948 году Клод Шеннон впервые использовал слово «bit» для обозначения наименьшей единицы количества информации в статье «Математическая теория связи». Происхождение этого слова он приписывал Джону Тьюки, использовавшему сокращение «bit» вместо слов «binary digit» в заметке лаборатории Белла от 9 января 1947 года.

## Определения и свойства

Для кодирования трёх состояний светофора необходимо бита информации, что на практике требует использования двух битов, например:
01 — красный,
10 — жёлтый,
11 — зелёный;
00 может не использоваться или кодировать состояние «выключен».

В зависимости от области применения (математика, электроника, цифровая техника, вычислительная техника, теория информации и др.), бит может определяться следующими способами:
1. В математике
1.1. Бит — это один разряд двоичного кода (двоичная цифра). Может принимать только два взаимоисключающих значения: «да» или «нет», «1» или «0», «включено» или «выключено», и т. п.
1.2. Соответствует одному числовому разряду в двоичной системе счисления, принимающему значение «0» или «1» («ложь» или «истина»).
2. В электронике, в цифровой технике и в вычислительной технике
2.1. Одному биту (одному двоичному разряду) соответствует один двоичный триггер (триггер, имеющий два взаимоисключающих возможных устойчивых состояния) или один разряд двоичной памяти.
Для перехода от количества возможных состояний (возможных значений) к количеству битов можно воспользоваться формулой на основе двоичного логарифма:
{\displaystyle \log _{2}(m} [возможных состояний]{\displaystyle )} {\displaystyle =n} [битов].
Следовательно, для одного двоичного разряда (триггера)
{\displaystyle 1} [бит] {\displaystyle =\log _{2}(2} [возможных состояний]{\displaystyle )}.
Для перехода от количества битов к количеству возможных состояний (возможных значений) можно воспользоваться формулой
{\displaystyle m} [возможных состояний] {\displaystyle =2^{n}}[битов].
2.2. Формула Хартли
{\displaystyle I=\log _{2}N=n\log _{2}m,}
где
{\displaystyle I} — количество информации, бит;
{\displaystyle N=m^{n}} — возможное количество различных сообщений (количество возможных состояний n-разрядного регистра), шт.;
{\displaystyle m} — количество букв в алфавите (количество возможных состояний одного разряда (триггера) регистра, в двоичной системе равно 2 («0» и «1»)), шт.;
{\displaystyle n} — количество букв в сообщении (количество разрядов (триггеров) в регистре), шт.
Применяется для измерения объёмов запоминающих устройств и объёмов цифровых данных.
3. В теории информации
3.1. Бит — минимальная базовая единица измерения количества информации, равная количеству информации, содержащемуся в опыте, имеющем два равновероятных исхода; см. информационная энтропия. Это тождественно количеству информации в ответе на вопрос, допускающий ответ «да» или «нет» и никакого другого (то есть такое количество информации, которое позволяет однозначно ответить на поставленный вопрос).
3.2. Один бит равен количеству информации, получаемой в результате осуществления одного из двух равновероятных событий.
3.3. Бит — двоичный логарифм вероятности равновероятных событий или сумма произведений вероятности на двоичный логарифм вероятности при равновероятных событиях; см. информационная энтропия.

Применяется для измерения информационной энтропии. Отличается от бита для измерения объёмов запоминающих устройств и объёмов цифровых данных, так как большой по объёму массив данных может иметь очень малую информационную энтропию, то есть энтропийно может быть почти пустым.

## Физические реализации
В цифровой технике бит (один двоичный разряд) реализуется триггером или одним двоичным разрядом памяти.
Возможны две физические (в частности электронные) реализации бита (одного двоичного разряда):
1. однофазный («однопроводный») бит (двоичный разряд). Используется один выход двоичного триггера. Нулевой уровень обозначает либо сигнал логического «0», либо неисправность схемы. Высокий уровень обозначает либо сигнал логической «1», либо исправность схемы. Дешевле двухфазной реализации, но менее надёжен;
2. двухфазный (парафазный, «двухпроводный») бит (двоичный разряд). Используются оба выхода двоичного триггера. При исправной схеме один из двух уровней высокий, другой — низкий. Неисправность схемы опознаётся либо высоким уровнем на обоих проводах (на обеих фазах), либо низким уровнем на обоих проводах (на обеих фазах). Дороже однофазной реализации, но более надёжен.

В вычислительной технике и сетях передачи данных значения «0» и «1» обычно передаются различными уровнями либо напряжения, либо тока. Например, в микросхемах на основе транзисторно-транзисторной логики значение «0» представляется напряжением в диапазоне от +0 до +0,8 В, а значение «1» — напряжением в диапазоне от +2,4 до +5,0 В.

## Обозначения
В вычислительной технике, особенно в документации и стандартах, слово «бит» часто применяется в значении «двоичный разряд». Например: старший бит — старший двоичный разряд байта или слова.
Использование прописной буквы «Б» для обозначения байта соответствует требованиям ГОСТ и позволяет избежать путаницы между сокращениями от «байт» и «бит». Однако, следует учитывать, что в стандарте нет сокращения для «бит», поэтому использование записи «Гб» как синонима для «Гбит» неверно.
В международном стандарте МЭК (IEC) 60027-2 2005 года для применения в электротехнической и электронной областях рекомендуются обозначения:
- «bit» для обозначения бита;
- «o» или «B» для обозначения октета или байта. «о» — единственное указанное обозначение во французском языке.

Аналогом бита в квантовых компьютерах является кубит (q-бит; «q» от англ. quantum, квант).

## Двоичные логарифмы других оснований

Единицы измерения информации. Обозначения:
- зелёные штрихи на вертикальной шкале слева — значения натурального логарифма для целых чисел;
- жёлтая кривая — график натурального логарифма;
- бит показан чёрным и белым прямоугольниками, так как принимает одно из двух возможных значений;
- высота прямоугольника одного бита равна log_{e}(2);
- «nibble» — тетрада или ниббл, 4 бита;
- трит показан тремя разноцветными прямоугольниками, так как принимает одно из трёх возможных значений;
- высота прямоугольника одного трита равна log_{e}(3);
- харт (дит, децит) показан прямоугольником, залитым градиентом, принимает одно из 10-и возможных значений;
- высота прямоугольника одного харта (дита, децита) равна log_{e}(10); количество синих штрихов равно 20; расстояние между штрихами равно log_{e}(10)/20;
- ширина прямоугольников равна 1;
- горизонтальная линия, подписанная «1 Nat», имеет высоту 1 нат = log_{2}e.

Замена логарифмируемого числа с 2 на e, 3, 4, 8, 10, 16, 27 и др. приводит соответственно к битовым (двоичным) эквивалентам редко употребляемых единиц нат, трит, тетрит (tetrit — tetral digit) (двубит), октит (octit — octal digit) (трибит), Харт (дит (dit — decimal digit), бан, децит (decit — decimal digit)), ниббл (гексадецит, четырёхбит), гептакозаит и др., равных соответственно:
{\displaystyle 1\ {\text{nat}}=\log _{2}e=1,44...} бита,
{\displaystyle 1\ {\text{trit}}=\log _{2}3=1,58...} бита,
1 двубит = {\displaystyle 1\ {\text{tetrit}}=\log _{2}4=2} бита,
1 трибит = {\displaystyle 1\ {\text{octit}}=\log _{2}8=3} бита,
{\displaystyle 1\ {\text{hart}}\ ({\text{dit, ban, decit}})=\log _{2}10=3,32...} бита,
1 четырёхбит ={\displaystyle 1\ {\text{nibble}}\ ({\text{hexadecit}})=\log _{2}16=4} бита,
{\displaystyle 1\ {\text{heptacosait}}=\log _{2}27=4,75...} бита.